# 龚晓跃
龔曉躍（1970年7月9日—），湖南株洲人，资深媒体人，当过校对、记者、编辑，曾操盘《新周刊》〈中国不踢球〉特刊，1997年成为《南方都市报》创刊时首批记者，迅速成为猛将，后创办《南方体育》、《竞赛画报》，2006年任湖南《潇湘晨报》执行总编辑并创办《晨报周刊》，在他执掌下，该报大胆报道，在传媒界声名鹊起，龚晓跃被称为“新闻狂人”。2010年11月，《潇湘晨报》刊发一组纪念辛亥革命百年的敏感特刊，逐被停职，后离开湖南潇湘晨报，创办新媒体有马体育。

## 媒体经历

### 《新周刊》
龚晓跃年轻时曾当过兵，后进入媒体，在《新周刊》，他操盘了“中国不踢球”特刊，文章直指中国足球兵败的台前幕后及主客观因素，引起轰动。

### 《南方都市报》
龚晓跃后来加入南方都市报，成为该报“五文弄墨”工作室的发起人和主创者之一。 由龚晓跃、庄慎之、张晓舟等为媒体人为作者的“五文弄墨”专栏，开创了不同风格的体育评论。

### 《南方体育》
2000年，龚晓跃创办《南方体育》，该媒体在视觉上使用最大面积的图片，在版面上选择大量的留白，被视为体育新闻写作方式的一次突破。《南方体育》 “以有趣对抗无趣”为理念，选择差异化竞争，放弃提供纯粹体育资讯的方法，《南方体育》的读者觉得它有意思，好玩。2001年底，《南方体育》发行量是四十多万份，单期峰值超过100万份。《南方体育》在中国首次推出来足球宝贝的概念，2001年3月9日，为了庆贺创刊100期，《足球宝贝.赤裸甲A》特辑出街，足球宝贝的性感照片成为球迷和媒体争论的焦点。

### 《潇湘晨报》
龚晓跃后任中国国内主流都市报《潇湘晨报》的执行总编辑。 2008年汶川大地震，龚晓跃率深度部等20余位记者深入汶川震中采访，他成为第一位抵达震中映秀的外地媒体总编辑。 2010年，龚晓跃因为策划一次有关辛亥革命的敏感报道而被停职，随后龚晓跃离开潇湘晨报。

### 有马体育
龚晓跃离开传统媒体后，创办来体育新媒体“有马体育”。

## 争议事件

### 《辛亥革命100年特刊》
2010年10月，《潇湘晨报》刊发了一组纪念辛亥革命百年的特刊，《辛亥革命100年特刊》由龚晓跃统筹策划，并撰写来卷首语《所谓天下大势》，该组报道中第一篇报道名为《天朝垮台前，利益集团已丢尽了它们的脸》，对清王朝灭亡的原因进行了总结。
在颇具争议的卷首语《所谓天下大势》中，龚晓跃写到：“满清统治者选择的封闭…人民要电报以利资讯，人民要办报以彰思想。清廷越处处修墙，人民就越善于翻墙。这近在眼前的历史，实际上就是翻墙者对抗修墙者的历史，修墙者的心魔之墙高到一尺，翻墙者的攀越之道必然暴涨一丈……”
宣传部门认为这组特刊借纪念辛亥革命为名，影射当今时政。该特刊第二期于11月1日推出。当晚湖南省委宣传部接到北京指令，对专刊予以封杀。该事件在中国新闻界与知识界引发了很大反响。潇湘晨报执行总编辑龚晓跃随即被停职。